# Energía en reposo
La energía en reposo de una partícula másica es el valor de la energía total de una partícula medida por un observador que esté en reposo respecto a la partícula. Para las partículas sin masa no puede definirse la masa en reposo ya que resulta imposible encontrar un observador material que esté en reposo respecto a ellas, de acuerdo con la teoría de la relatividad de Albert Einstein.

## Masa
A partir del valor medido o inferido de la energía en reposo, se define el valor de la masa en reposo o masa invariante. La relación entre ambas viene dada por la relación probablemente más famosa de la física, da una equivalencia de la masa en reposo y la energía en reposo:

{\displaystyle E_{0}=m_{0}c^{2}}

Es de uso muy común en la física nuclear donde la masa de una partícula se equipara totalmente a su energía en reposo. De hecho es frecuente que se hable de masa y se dé en unidades de energía. En este caso se utilizan unidades expresadas en múltiplos de electronvoltio (eV).